# ボチューン
ボチューン（Botune）は、アニメ『聖戦士ダンバイン』に登場する架空の兵器。オーラバトラーの一種。

## 機体解説
ラウの国とナの国の技術陣が共同して開発した主力量産型オーラバトラー。ダンバインの設計思想を参考にボゾンをベースとして設計開発された。
ボチューンの装甲・形状は空気抵抗を意識した細身（乾重量は4.6ルフトン。ドレイク軍のビランビー:9.5ルフトン、バストール：7.1ルフトンなどと比べて非常に軽量な設計である）でシャープなラインを持ち、機動性や運動性、特に対オーラマシン戦と空中戦を意識した機体となっている（ただし、速度性能そのものは高くなく、クの国で同時期に開発されたオーラ・ボム「タンギー」にも劣っている）。
ボチューンはダンバイン、ボゾンの流れを汲む機体ではあるが、随所に独創性が見て取れるのも特徴で、固定式の頭部や膝の逆関節構造、頭部の後ろに水平に設置された鞘など、既存のオーラバトラーと一線を画す部分が多い（ただし、スペックとしては、参考としたダンバイン（改良前）と体格・速度性能共、非常に似通っている。また、左右に分離したオーラコンバーターを採用するなど、同時期に開発されたドレイク軍のレプラカーンの技術情報も盛り込まれている模様）。
なお、反ドレイク陣営のオーラ・バトラーとしては初めてオーラ係数の数値が1を超えており、ドレイク軍のビランビー以降のオーラバトラーが搭載する「新型オーラ増幅器」と同様のものを搭載していると考えられる。
武装スペックはオーラ・ソード1本、両大腿部に連装オーラ・バルカンを各1基ずつ内蔵する。また、微弱ではあるが搭乗者のオーラ力をソードに蓄積させ威力を増加させる機能を初めて実装している。
ドレイク軍のオーラバトラー開発の系譜は「重武装型」と「高機動型」とに派生したが、ボチューンは反ドレイク陣営における高機動型の一つの完成形となった。加えて、コモンでも容易に扱える必要オーラ力の低さと、それに反して限界オーラ力は18という高さ（ライネックと並び、ビルバインに次ぐ数値）により、乗り手を選ばない汎用性も獲得しており、量産を前提とした主力機としては及第点となっている。
しかし、一方ではドレイク軍のオーラバトラーに比べ搭載火器が乏しいなどの問題点も挙げられることから、ボチューンのポテンシャル性能を最大限に発揮するには「限界オーラ力の高い搭乗者が高機動性を活かし、近接戦闘を行う」といった限られた運用方法が求められるため、そういう意味では乗り手によって左右される機体でもある。
ワインレッド色に塗装された1号機は、ラウの国王フォイゾン・ゴウが並々ならぬ期待をよせるゼラーナ隊に供与され、マーベル・フローズンが搭乗し、彼女がダンバインに乗り換えてからはキーン・キッスが搭乗した。ゼラーナ撃沈後にはニー・ギブンらがオリーブ色の一般量産機に搭乗し最終決戦に臨んでいる。フォイゾン専用機はネイビーブルー色で、他の指揮官機も同様の色に塗装されており、劇中でも複数機が確認されている。他にナの国の女王シーラ・ラパーナ直属の近衛騎士団が使用する白色の機体があり、「ナの白き護り」または「白い女王の戦鬼たち」と呼ばれている（劇中では第31話で、シーラの居城ウロポロス城を訪れたショウ・ザマとマーベルの出迎え機として登場しているが、その後は確認されていない）。

## 備考
ゲーム『聖戦士ダンバイン 聖戦士伝説』では、リの国仕様機が登場。機体色はブルーホワイト。また、本機の発展型である装甲を強化した「重装甲ボチューン」や、ナの国の親衛隊用オーラ・バトラー「ボテューン」も登場する。ボチューンの作画ミスであった掌部のオーラ・バルカンがボテューンでは再現されているが、大腿部の連装オーラ・バルカンが廃されているので、結果的に4門から2門へと火力が低下している。
制作スタッフの間では、頭部の形状からメカカッツェやギャオスの渾名で呼ばれていた。